# William Kapell

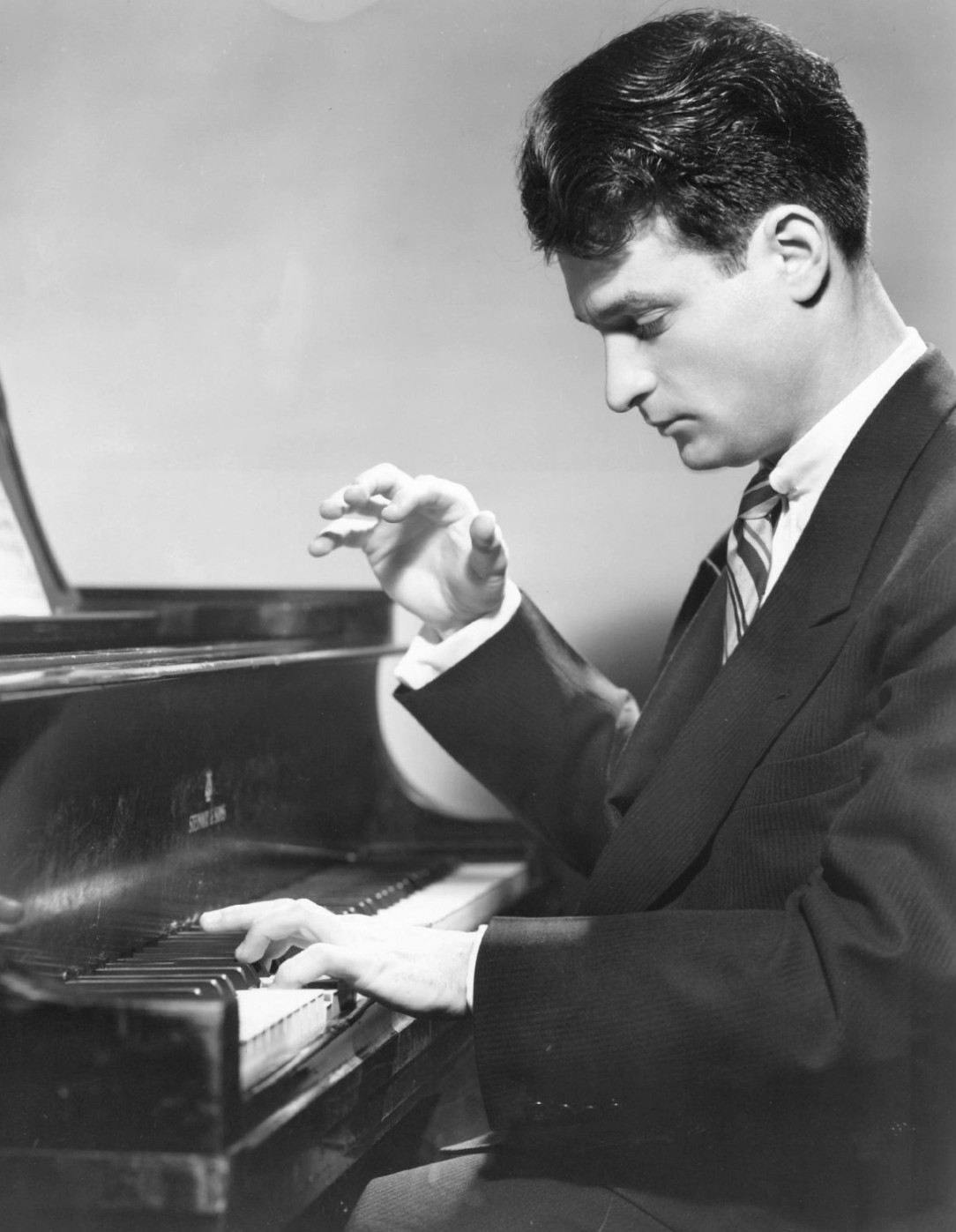
William Kapell (1948)

William Kapell (* 20. September 1922 in New York City; † 29. Oktober 1953 bei einem Flugzeugabsturz über Half Moon Bay (Stadt, Kalifornien)) war ein US-amerikanischer Pianist. Der früh Verstorbene galt als größte Pianistenhoffnung Nordamerikas vor Van Cliburn und dem Kanadier Glenn Gould.

## Leben
Kapell studierte an der renommierten Juilliard School in seiner Heimatstadt New York bei Olga Samaroff. 1942 gewann er sowohl den Preis des Philadelphia Orchestra als auch den Preis der Naumburg-Stiftung und debütierte kurz darauf in New York. Im selben Jahr führte er das Klavierkonzert von Aram Chatschaturjan auf, das in den folgenden Jahren zu seinem „Paradepferd“ werden sollte – so sehr, dass man ihn scherzhaft „Khatschaturian Kapell“ nannte.
Doch Kapell war alles andere als ein Spezialist. In seiner kurzen Karriere spannte er sein Repertoire von Johann Sebastian Bach bis Sergei Prokofjew und bewies an unterschiedlichsten Werken nicht nur seine spektakuläre Technik, sondern vor allem auch einen gänzlich modernen Interpretationsansatz, der Romantik nicht mit Sentimentalität gleichsetzte, was vor allem den Klavierkonzerten von Sergei Rachmaninow hervorragend bekam.
Sein filmstarmäßiges Aussehen und seine glückliche Ehe mit Rebecca Anna Lou Melson, aus der zwei Kinder hervorgingen, machten ihn zum geborenen Idol der Titelseiten. Seine Aufnahmen, u. a. mit Antal Doráti, Dimitri Mitropoulos und Leopold Stokowski, zeigen Kapell jedoch als seriösen Künstler, dem bei längerer Lebenszeit sicherlich auch der europäische Durchbruch gelungen wäre.
Aaron Copland sagte über ihn: „Seine einzigartige Leidenschaft für die Kunst, die wir beide liebten, war geradezu furchterregend, selbst für einen Komponisten wie mich.“

## Tod
Von August bis Oktober 1953 unternahm Kapell eine Tournee durch Australien. Innerhalb von 14 Wochen spielte er 37 Konzerte und trat in Sydney, Brisbane, Melbourne, Bendigo, Shepparton, Albury und Horsham auf. Das letzte Konzert gab er am 22. Oktober in Geelong. Einige Tage später ging er an Bord des Flugs 304 der British Commonwealth Pacific Airlines, um in die USA zurückzufliegen. Am Morgen des 29. Oktober 1953 schlug das Flugzeug im Nebel beim Landeanflug auf die Baumwipfel auf und stürzte am Kings Mountain südlich des Flughafens von San Francisco ab. Keiner der Insassen überlebte das Unglück. Am 2. November fand die Trauerfeier in der Stephen Wise Free Synagogue in New York statt; die Beisetzung erfolgte auf dem Mount Ararat Cemetery in der Nähe von Farmingdale, New York.
Der internationale Klavierwettbewerb der University System of Maryland wurde im Jahr 1986 zu Ehren von William Kapell zum William Kapell International Piano Competition umbenannt.